# Raúl D. Arellano
Raúl Pineda Deodato Arellano, conocido como Raúl Arellano es un actor y pintor filipino, nacido el 13 de diciembre de 1965 en Cagayán de Oro.

## Carrera
Su carrera profesional empezó después de terminar su beca en la Fundación de Taller de Actores (1987-1989). Se formó a través de un Método de Actuación "Eric Morris" por los mentores veteranos como Leo Martínez, Laurice Guillen y Johnny Delgado. A partir de entonces, le extendieron para interpretar diversos personajes en su mayoría bajo la dirección de cineastas independientes como César Hernando, Red Raymond y Lav Díaz. Él participó en personajes secundarios en Sakay Rojo (1993) y Bayani (1992). Cosechó todo lo mejor del el y obtuvo el premio Gawad Urian como mejor actor por la película de Lav Díaz en Batang West Side (2001).

## Filmografía

### Películas
- ('Himpapawid) por Raymond Red como Raúl Lakan, el papel de plomo, 2009.
- ('Melancolía) de Lav Díaz como Deo, apoyar el papel de 2008.
- (BatangWest Side) de Lav Díaz como Dindo, papel secundario, 2001.
- ('Puerto Princesa) por Portes Gil como Escopeta, papel secundario, 1997.
- ('Akin, ang Puri) por Toto Natividad como Benjie, papel secundario, 1996.
- ('Loretta) de Mel Chionglo como Jet, papel secundario, 1995.
- ('Maalinsangan ang Gabi) por César Hernando como Camilo, el papel de plomo, 1993.
- ('Sakay) por Raymond Rojo como el teniente Juan Domínguez, papel secundario, 1993.
- ('Bayani) por Raymond Roja como José Rizal, el papel de plomo, 1992.
- ('Paraíso Aliwan) por Mike De Leon como Ramos Ely / Elvis Presley, 1992.
- ('Bianca) por Grace Amilbangsa como George, el papel de plomo, 1992.
- ('Sugat) por REgiben Romana como Reggie, el papel de plomo, 1991.
- ('Hiwaga sa Balete Drive) por Peque Gallaga como soldado, papel secundario, 1988/2013.
- (Ojo del Águila) por Franklin como Carl Vang Pao, 1988.

[Fuente:] http://www.imdb.com/name/nm0034216/resume

## Experiencias en Teatro
- 'Larawan (1993) - UP UP Dulaang
- 'Filibustero (1990-1991) - ADMU de Tanghalang Ateneo
- 'Laruang Kariton (1988) - UP UP Dulaang
- 'Larong Bata (1988) - UP UP Dulaang